# Państwo buforowe
Państwo buforowe niem. Pufferstaat, ang. Bufferstate – niewielkie państwo, zazwyczaj słabe militarnie, położone między rywalizującymi ze sobą mocarstwami, a poprzez swe istnienie i politykę zmniejszające możliwość konfliktu między tymi mocarstwami.
Pojęcie jest elementem teorii równowagi sił. Pojawiło się w XIX wieku, za jego autora uchodzi Adolphe Thiers. Jedną z form państwa buforowego są państwa neutralne, inną są państwa marionetkowe.

## Niektóre państwa buforowe
- Rzeczpospolita Krakowska (1815-1846) – pomiędzy Imperium Rosyjskim  a Królestwem Prus i Cesarstwem Austrii
- Afganistan – pomiędzy Imperium Rosyjskim  a Imperium Brytyjskim (nieformalnie w XIX w., formalnie  1907-1917   - porozumienie z 1907)
- Belgia (1839-1914) – pomiędzy  Francją, Prusami (od 1871 Cesarstwem Niemieckim),  Królestwem Niderlandów i Wielką Brytanią
- Republika Dalekiego Wschodu (1920-1922) – pomiędzy Rosją Sowiecką a Japonią
- Mongolia  – (od 1921) – pomiędzy  Rosją Sowiecką, następnie ZSRR  a  Chinami (1931-1945 również Japonią poprzez Mandżukuo), od 1991 między Federacją Rosyjską a Chinami
- Nepal, Bhutan, Sikkim – pomiędzy Imperium Brytyjskim a Chinami, od 1947 między Chinami a Indiami
- Syjam – pomiędzy Indiami Brytyjskimi a Indochinami Francuskimi i Malajami brytyjskimi
- Urugwaj i Paragwaj – w XIX w. pomiędzy Argentyną a Brazylią.